# 国領町 (前橋市)
国領町（こくりょうまち）は、群馬県前橋市の町名。現行行政地名は国領町一丁目から国領町二丁目。郵便番号は371-0033。2013年現在の面積は0.28km2。

## 地理
広瀬川下流左岸に位置している。東端を佐久間川が、西端を吉野川がそれぞれ南流している。

### 河川
- 佐久間川
- 吉野川

### 隣接地区
東は若宮町、西は昭和町、南は住吉町、北は下小出町に接している。

## 歴史
江戸時代頃からある地名で前橋藩領だった。1876年（明治9年）、前橋城下武家地の一つであった。1876年（明治9年）、前橋城下武家地であった群馬郡前橋琴平裏、東薬師小路、西薬師小路を編入。

### 年表
- 1889年 国領村を含む30町11大字を合併し東群馬郡前橋町が成立したため、前橋町の大字となる。
- 1892年 東群馬郡前橋町が市制施行して前橋市となる。その際に前橋市の大字となる。
- 1910年 前橋市の大字だった国領が国領町となる。
- 1966年 一部が若宮町二丁目、若宮町三丁目となり、国領町、萩町の全域から国領町一丁目、国領町二丁目が成立。同日、丁目無しの国領町（住居表示未実施の区域）が消滅。

## 世帯数と人口
2017年（平成29年）8月31日現在の世帯数と人口は以下の通りである。
| 丁目         | 世帯数  | 人口    |
| ------------ | ------- | ------- |
| 国領町一丁目 | 453世帯 | 835人   |
| 国領町二丁目 | 464世帯 | 961人   |
| 計           | 917世帯 | 1,796人 |

## 小・中学校の学区
市立小・中学校に通う場合、学区は以下の通りとなる。
| 丁目         | 番地 | 小学校             | 中学校               |
| ------------ | ---- | ------------------ | -------------------- |
| 国領町一丁目 | 全域 | 前橋市立若宮小学校 | 前橋市立みずき中学校 |
| 国領町二丁目 | 全域 | 前橋市立若宮小学校 | 前橋市立みずき中学校 |

## 施設
- 前橋リリカ（旧・前橋サティ）
- 前橋年金事務所 国民年金課

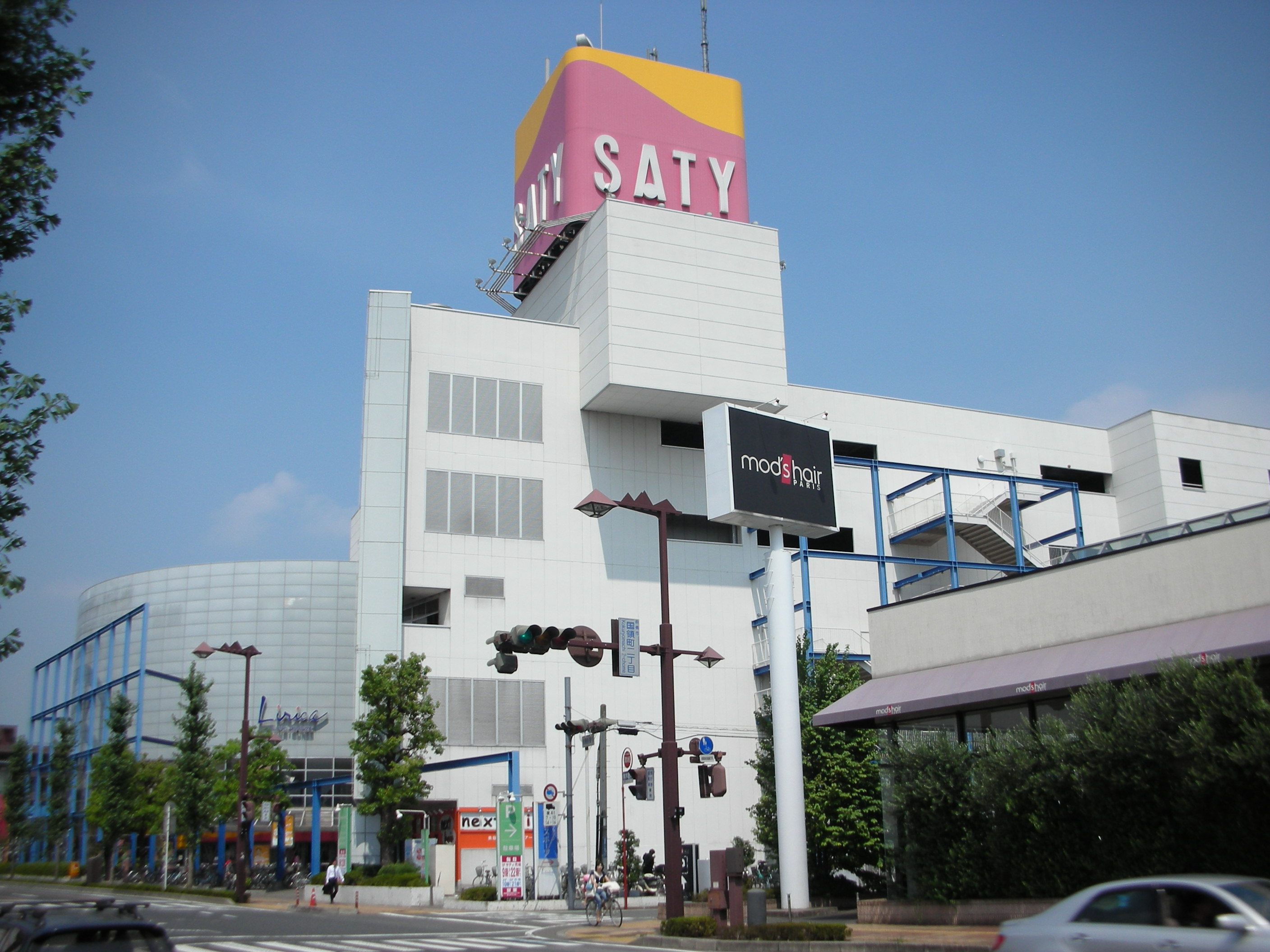
前橋サティ（現・前橋リリカ、2009年撮影）

## 交通

### 鉄道
鉄道駅はない。

### 道路
国道は国道17号、県道は群馬県道6号前橋箕郷線東部バイパスが通っている。